# Castello vecchio di Kostelec nad Orlicí
Il castello vecchio di Kostelec nad Orlicí (in ceco Starý zámek Kostelec nad Orlicí) si trova nell'omonimo comune del Distretto di Rychnov nad Kněžnou nella Regione di Hradec Králové, Repubblica Ceca. Il castello risale al XIX secolo, viene considerato monumento culturale nazionale.

## Storia

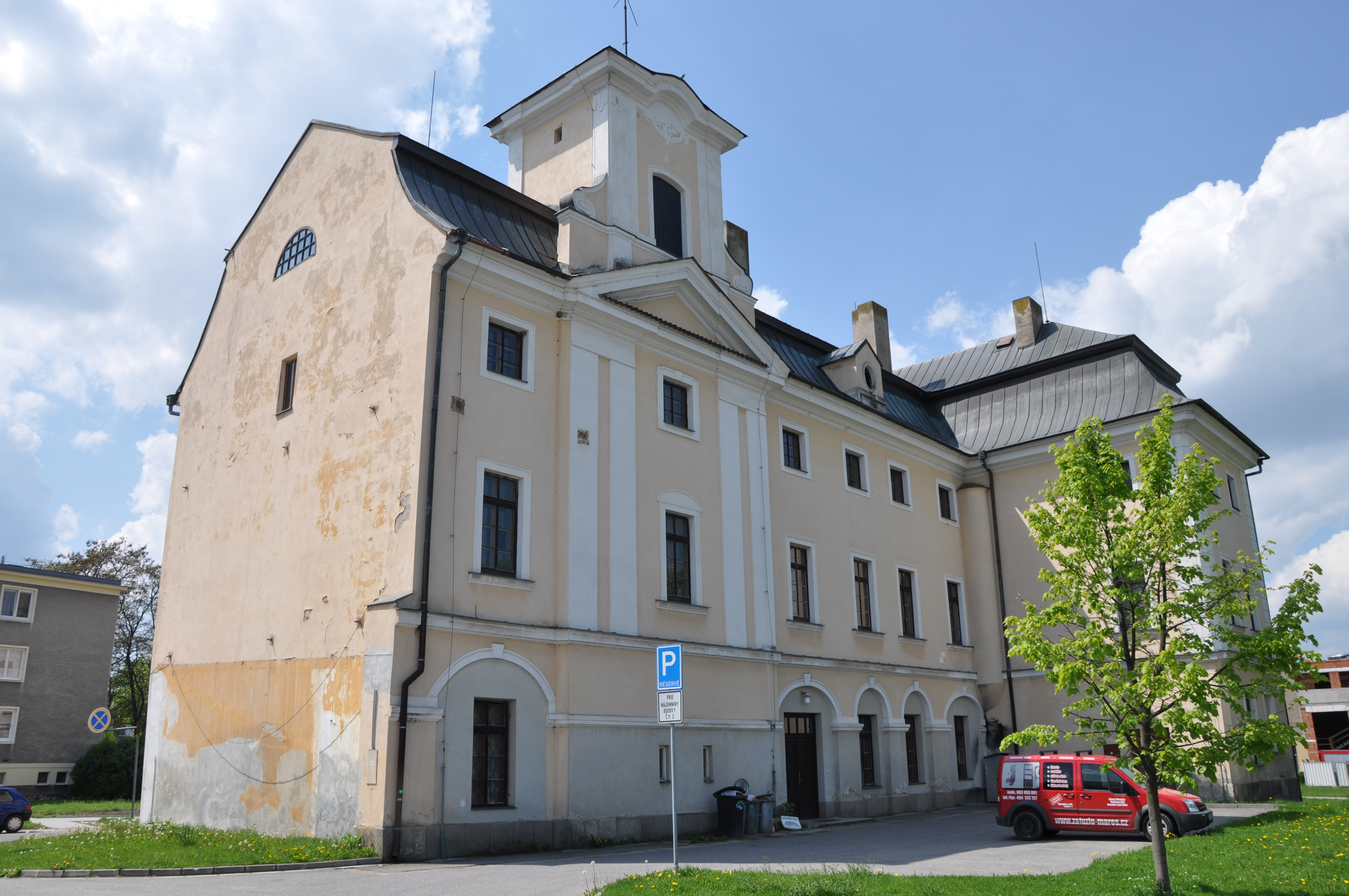
Castello vecchio di Kostelec nad Orlicí in un'immagine del 2010

La cittadina di Kostelec nad Orlicí venne menzionata per la prima volta all'inizio del XIV secolo, quando Mikuláš di Potštejn donò la chiesa parrocchiale locale al monastero di Zderaz. A quel tempo la chiesa era fortificata e venne assediata dagli oppositori del re. I resti delle fortificazioni della chiesa e di altre parti sono in parte ancora visibili. Il castello cittadino venne menzionata per la prima volta nel 1629, quando Anna Kateřina, nata Hrzánová di Harasov, vendette la tenuta Potštejn al funzionario imperiale Kašpar di Gramb e Vamberk. Molto probabilmente si trattava di un maniero più lussuoso sul sito del vecchio castello che ci è pervenuto, situato lungo la strada che porta a Doudlebá nad Orlicí e Vamberk. Nel 1668, dopo la carestia, Václav Zárub di Hustířany fece costruire un castello in stile barocco. Nel 1777 il castello venne quasi distrutto da un incendio ed è stato oggetto di un restauro diretto dal costruttore František Kermer. Dopo il completamento della costruzione del castello nuovo nella prima metà del XIX secolo il castello vecchio fu trasformato in un edificio per utilizzo pubblico ed ospitò uffici e appartamenti per i funzionari. Nel 1945 la proprietà Kinský fu confiscata e il vecchio castello di Koštelec servì come sede del demanio statale. Nel corso del XX secolo ha perduto molte delle sue pertinenze, come il giardino a sud e gli edifici adiacenti all'aia a nord e ad est.

## Descrizione
Il castello vecchio si trova nella parte orientale dell'abitato di Kostelec nad Orlicí,comune della Regione di Hradec Králové in Repubblica Ceca. L'edificio che ci è pervenuto è un grande palazzo nobiliare in stile barocco che si alza su tre piani con due ali e realizzato in muratura mista, con intonaco a conci di calce. L'ala principale è quella a sud. Si sono conservate solo poche porte profilate tamponate del XIX secolo mentre le altre sono moderne. Due vani sotto la parte sud-est dell'edificio sono adibiti a cantine, sono accessibili tramite una scala sotto la scala principale e sono la parte più antica dell'intero complesso. Nel corridoio a sinistra dell'ingresso è incastonata nel muro una lastra di marmo rosso, trasferita qui durante la riforma agraria del XX secolo dalla sua posizione originaria sulla porta poi demolita del cortile Kostelecká Lhotka. Davanti all'ingresso del castello c'è l'insegna della famiglia Kinsky sul pavimento a cubetti. Il tetto è mansardato.

### Monumento culturale della Repubblica Ceca
La tutela dei monumenti della Repubblica Ceca considera il complesso del castello vecchio di Kostelec nad Orlicí un monumento culturale nazionale tutelato col numero di catalogo 1000141372.